# 第64師団 (日本軍)
第64師団（だいろくじゅうよんしだん）は、大日本帝国陸軍の師団の一つ。

## 沿革
1943年5月、独立混成第12旅団と広島師管で編成された諸部隊により華中で編成された治安師団である。同年7月10日に編成が完了し第20軍に属し、揚州、江北、鎮江、無錫方面の警備に当たった。1944年（昭和19年）3月、湖南省長沙に移動し第11軍に編入され長沙の警備に当たった。
1944年10月、第20軍に編入され大陸打通作戦の一環である第二次湘桂作戦に参加した。以後、華南で中国軍と交戦を続けたが、1945年（昭和20年）に入り華中に後退し、湖南省長沙で防御準備を行っている中で終戦を迎えた。

## 師団概要

### 歴代師団長
- 船引正之 中将：1943年（昭和18年）6月10日 - 終戦[1]

### 参謀長
- 斎藤敏雄 中佐：1943年（昭和18年）6月10日 - 終戦[2]

### 最終司令部構成
- 参謀長：斎藤敏雄大佐
  - 参謀：伊藤貞利中佐
- 高級副官：中尾音吉大尉

### 最終所属部隊
- 歩兵第69旅団（広島）：大岩実少将
  - 独立歩兵第51大隊：黒田儀一少佐
  - 独立歩兵第52大隊：桜井兵一大尉
  - 独立歩兵第53大隊：衛藤勇大尉
  - 独立歩兵第131大隊：香西裕少佐
- 歩兵第70旅団（山口）：川勝郁郎少将
  - 独立歩兵第54大隊：小林順一少佐
  - 独立歩兵第55大隊：梶尾政一少佐
  - 独立歩兵第132大隊：有馬典二少佐
  - 独立歩兵第133大隊：桐谷幸昌少佐
- 第64師団通信隊：森繁太少佐
- 第64師団工兵隊：出射正大尉
- 第64師団輜重隊：江藤新吾少佐
- 第64師団野戦病院：大坪巽軍医少佐
- 第64師団病馬廠：正井夏雄獣医大尉